# Beate Deininger
Beate Deininger   (Frankfurt del Main, 24 de gener de 1964) és una jugadora d'hoquei sobre herba alemanya, ja retirada, que va competir sota la bandera de República Federal Alemanya durant les dècades de 1980 i 1990.
El 1984 va prendre part en els Jocs Olímpics de Los Angeles, on guanyà la medalla de plata en la competició d'hoquei sobre herba. En el seu palmarès també destaquen una medalla de bronze al Campionat d'Europa i dues d'or al Campionat d'Europa d'hoquei sala. Durant la seva carrera esportiva disputà 56 partits amb la selecció nacional, dels quals 10 foren en sala. A nivell de clubs jugà a l'Eintracht Frankfurt, amb qui guanyà la lliga alemanya de 1991.